# Gustav Wegner
Gustav Wegner   (Jarocin, 4 de gener de 1903 - 7 de juny de 1942) va ser un atleta alemany, especialista en el salt de perxa i decatló, que va competir durant les dècades de 1920 i 1930.
Nascut a Jarocin, a la província de Posen, en el sí d'una família adinerada, es va graduar el 1927 a l'Acadèmia Prussiana d'Educació Física. Fou el saltador de perxa alemany més destacat de la seva època, guanyant cinc campionats nacionals de la disciplina entre 1929 i 1934, alhora que fou el primer alemany en superar els 4.00 metres el juny de 1930. El juny de 1929 aconseguí el seu primer rècord nacional de perxa amb un salt de 3,855 metres i poc a poc l'anà millorant fins a situar-lo en els 4,12 metres el juny de 1931. El 1934 guanyà la medalla d'or al en la prova del salt de perxa al Campionat d'Europa d'atletisme de Torí.
A l'inici de la Segona Guerra Mundial es va incorporar a l'exèrcit, on va obtenir el rang de tinent. Morí a Taborki, al Font Oriental. L'estadi Gustav Wegner de la ciutat de Northeim duu el nom en honor seu.

## Millors marques
- Salt amb perxa. 4,12 metres (1931)
- Decatló. 7.351,08 punts (1932)[3]